# Ani
Ani je žensko osebno ime.

## Izvor imena
Ime Ani je različica ženskega osebnega imena Ana.

## Pogostost imena
Po podatkih Statističnega urada Republike Slovenije je bilo na dan 31. decembra 2007 v Sloveniji število ženskih oseb z imenom Ani: 56.

## Osebni praznik
Osebe z imenom Ani godujejo takrat kot osebe z imeno Ana.